# Château de Bramafam
 (décembre 2023).
Si vous disposez d'ouvrages ou d'articles de référence ou si vous connaissez des sites web de qualité traitant du thème abordé ici, merci de compléter l'article en donnant les références utiles à sa vérifiabilité et en les liant à la section « Notes et références ».
Le château de Bramafam, connu par les Aostois surtout comme tour Bramafam, est situé le long de l'enceinte romaine, au carrefour entre la rue Bramafam et la rue Carducci.

## Architecture
Le château de Bramafam se compose d'un corps de bâtiment et d'une tour adjacente construits à l'endroit où se situait autrefois la Porta principalis dextera (en latin, la porte principale droite) de l'enceinte romaine d'Aoste.
Le corps présente des fenêtres jumelées sur le côté nord, semblables à celles du château d'Ussel, et deux accès : le principal sur le côté ouest, le second vers l'est.
Une particularité est constituée par le réservoir d'eau sur le côté sud, appuyée au bâtiment et non enterrée comme partout ailleurs en Vallée d'Aoste.

## Histoire
Les ruines du château actuel remontent sans doute à la seconde moitié du XIIIe siècle, mais une tour se situait à cet endroit auparavant. Des sources de 1212 - 1214 reportent le nom d'une tour dénommée tour Béatrix, appellation de la Porta principalis dextera à la suite du mariage entre Béatrix de Genève et Godefroi Ier de Challant en 1223.
Siège de la vicomté d'Aoste, il fut remanié au Moyen Âge par la volonté des seigneurs de Challant.
Les Challant dominant à l'époque toute la partie sud de l'enceinte d'Aoste, Bramafam fut pris d'assaut par Jacques de Quart en 1253, et cédé ensuite par Ébal Ier de Challant au comte de Savoie en occasion de la cession de la vicomté d'Aoste.
Bramafam a ensuite changé de propriétaire plusieurs fois au cours des siècles, pour tomber enfin en ruines.

## Légende
Vers le milieu du XIIe siècle, lorsque ce château était utilisé comme grenier, comme tribunal et comme siège du bailliage, à cause d'une famine, la population aostoise, désespérée, se rassembla autour de la tour. Depuis cet événement, les gens qui « désirent manger » (en patois francoprovençal valdôtain, « Bramé la fam » signifie « Crier de faim ») ont fait dériver le nom du château en celui actuel.
Selon une légende, dans ce château fut enfermée et mourut la femme d'un membre de la maison de Challant.